# Professionshøjskole
 "University college" omdirigeres hertil. For andre betydninger af University college, se University College.
En professionshøjskole (engelsk: university college, professional university college eller vocational university college) er en videregående uddannelsesinstitution, der primært udbyder professionsrettede videregående uddannelser, også kendt som mellemlange videregående uddannelser (MVU) og diplomuddannelser, men ikke universitetsuddannelser på kandidatniveau. Uddannelserne, der udbydes på professionshøjskolerne, fører frem til en professionsbachelorgrad. Nogle professionshøjskoler udbyder tillige enkelte korte videregående uddannelser (KVU).
Begrebet bruges forskelligt i forskellige lande. I det angelsaksiske uddannelsessystem bruges betegnelsen tertiary education om uddannelser på professionshøjskoleniveau, idet de forudsætter fuldført sekundær uddannelse i form af en gymnasiel ungdomsuddannelse. I Sverige anvendes betegnelsen högskola om de institutioner, der svarer til professionshøjskoler herhjemme.

## Danmark
Folketinget vedtog i juli 2007 en lov om professionshøjskoler. Undervisningsministeren har i henhold til § 50 i loven om professionshøjskolen oprettet følgende otte professionshøjskoler, som etableredes i januar 2008. Det forudsættes, at de kan opfylde kravene til et university college i henhold til EU's akkrediteringsprocedure.

### Eksisterende institutioner (oktober 2017)
- Professionshøjskolen University College Nordjylland, hvori indgår CVU Nordjylland og Sundheds CVU Nordjylland.
- VIA University College dækkende Østjylland og Midt- og Vestjylland, hvori indgår Jysk Center for Videregående Uddannelse, CVU Midt-Vest, CVU Vitus Bering Danmark, CVU Vita og CVU Alpha.
- UCL Erhvervsakademi og Professionshøjskole hvori indgår UC Lillebælt og Erhvervsakademiet Lillebælt.
- Professionshøjskolen University College Vest, hvori indgår CVU Vest.
- University College Syddanmark, hvori indgår University College Vest og University College Syd.
- Professionshøjskolen Absalon.
- Københavns Professionshøjskole[3], bestående af
  - Professionshøjskolen UCC, hvori indgår CVU København og Nordsjælland, CVU Storkøbenhavn og Frøbelseminariet.
  - Professionshøjskolen Metropol - Metropolitan University College, hvori indgår CVU Øresund, Frederiksberg Seminarium, Danmarks Forvaltningshøjskole, Suhrs Seminarium, Den Sociale Højskole i København og DEL (Danmarks Erhvervspædagogiske Læreruddannelse)[4].
- Maskinmesterskolerne (der er en del af Danmarks maritime uddannelsesinstitutioner).

## Fodnoter
1. ↑  Lov om professionshøjskoler Arkiveret 11. juni 2007 hos  Wayback Machine Besøgt 18. juni 2008
2. ↑  Om aftalen på uvm.dk Arkiveret 10. oktober 2007 hos  Wayback Machine Besøgt 18. juni 2008
3. ↑  https://www.kp.dk/ Københavns Professionshøjskole
4. ↑  Danmarks Erhvervspædagogiske Læreruddannelse | lex.dk – Den Store Danske